# 比田勝尚喜
比田勝 尚喜（ひたかつ なおき、1954年〈昭和29年〉9月15日 - ）は、日本の政治家。長崎県対馬市長（3期）。

## 来歴
長崎県上対馬町大増（現・対馬市）に生まれる。西日本短期大学卒業。1977年（昭和52年）4月、上対馬町役場に奉職。
2004年（平成16年）3月1日、厳原町・美津島町・豊玉町・峰町・上県町・上対馬町が合併して対馬市が誕生。これとともに対馬市役所職員となる。
2010年（平成22年）1月、農林水産部長に就任。2013年（平成25年）7月、対馬市役所を退職。同年8月、副市長に就任。2015年（平成27年）10月、副市長を退任。
2016年（平成28年）2月28日に行われた対馬市長選挙に自由民主党（自民党）・公明党の推薦を受けて出馬。元市長の松村良幸と前市議の小宮教義を破り初当選した。投票率は79.63％。3月28日、市長就任。剣道教士七段である。
2020年（令和2年）3月1日に行われた対馬市長選挙では、前回と同じく自民党及び公明党から推薦を受け選挙戦を戦い、飲食店経営の荒巻靖彦を破り再選を果たした。
2024年（令和6年）3月3日執行の対馬市長選挙で前回に引き続き立候補した荒巻を破り3選。

## 政策・主張
2021年6月16日、国家安全保障を目的に自衛隊基地等の施設周辺や国境近くの離島における土地の利用を規制する土地利用規制法が国会で成立した際は、「国防上、そして市民を守るうえからも、重要な施設周辺の土地が外国人などに買われることは好ましくなく、私としては歓迎する」と述べ支持を表明しつつ、「対馬の場合は、地理的な関係上、韓国の方たちがホテルや民宿、飲食店などを営んでいる。外国資本であっても目的がきちんとした観光業などのための土地取得であれば、規制の緩和を検討をすべきだ。やはり安全保障と経済のバランスをとっていくことが望ましい」と述べた。
2023年9月12日、市議会で使用済み核燃料から出る高レベル放射性廃棄物（核のごみ）の最終処分場の候補地選定に向けた文献調査の受け入れの請願が賛成多数で採択された。その後、27日に市議会で、比田勝は記者会見で文献調査に応募しないと表明。「この問題で市民が分断されたことをみると、合意形成が十分ではないと感じた。観光などへの風評被害も懸念される」と説明。また、「文献調査で適地と判断されると次の段階に進まざるを得なくなることも想定される。技術や安全性についても将来的に検討すべきことが多い。将来的に地震などによる放射性物質の流出のおそれも否定できない」と主張し、「この見解をもってこの問題については終止符を打ち、市民一体となれる政策を講じていく。来年３月の市長選に立候補する」と述べた。